# Dornier Do L II
Die Dornier Do L II Delphin III war ein deutsches Verkehrsflugboot und wurde im Zweigwerk der Dornier-Werke in Altenrhein produziert.

## Geschichte

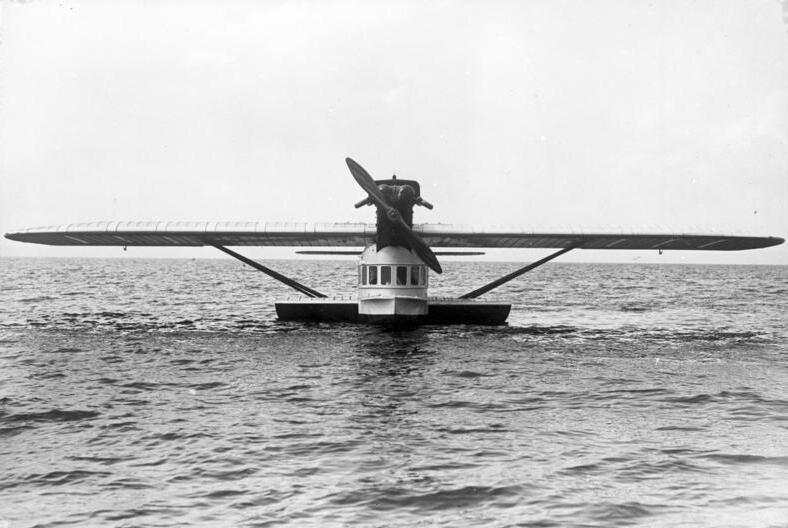
Vorderansicht der CH-178, Mai 1928

Die Delphin III entstand in der Mitte des Jahres 1924 aus der Überlegung heraus, einen seebasierten Parallelentwurf zu dem in der Konstruktionsphase befindlichen Verkehrsflugzeug Do B Komet III mit Radfahrwerk auf Basis der Do L Delphin II zu entwickeln. Das für acht Fluggäste geplante Muster wurde nicht verwirklicht; stattdessen begann ab Herbst 1926 ebenfalls auf Grundlage der Delphin II die Projektierung eines größeren, für zehn Passagiere ausgelegten Flugboots. Bis auf kleinere Änderungen waren Tragflächen und Leitwerk mit denen der Komet III identisch. Der Bau einer geplant sechs Stück umfassenden Kleinserie wurde im von 1926 bis 1927 für die Fertigung der Do X neuerrichteten Dornier-Zweigbetrieb in Altenrhein durchgeführt. Mit dem Bau der Delphin III begann dort die Produktion, die gleichzeitig dazu dienen sollte, den zum großen Teil aus dem Maschinenbau stammenden Arbeitskräften die Fachkenntnisse der Leichtmetallbauweise zu vermitteln. Aus diesem Grund erfolgte auch die Einrichtung einer Lehrwerkstatt. Allerdings wurden mangels Nachfrage nur drei Flugboote mit den Werknummern 151–153 hergestellt, die aufgrund des verwendeten Motors BMW VI die Bezeichnung Do L II Bas erhielten. Wahrscheinlich absolvierte die Nummer 151 als Erste davon am 30. März 1928 den Erstflug und wurde am 23. Mai des Jahres als CH–178 für die schweizerische Aero-Metall AG registriert, die sie kurz darauf an den deutschen Bodensee Aeroloyd (BAL) in Lindau vermietete. In dessen Dienst wurde das Flugboot bis zum September 1928 für Rundflüge genutzt. Im April 1929 ging es auf Initiative des Reichsverkehrsministeriums im Rahmen der sogenannten „Materialbeihilfe“ in den Besitz des BAL über und erhielt das deutsche Kennzeichen D–1620, aber bereits im Juni des Jahres wurde es bei einer missglückten Landung zerstört, wobei der Pilot Georg Zinsmaier sowie vier der sechs an Bord befindlichen Fluggäste ums Leben kamen.
Die zweite im Jahr 1928 vollendete Do L II Bas mit der Werknummer 152 wurde im Oktober in Berlin auf der Internationalen Luftfahrtausstellung ausgestellt, fand aber keine Interessenten und wurde vorerst im Dornier-Werk abgestellt. Im Juni 1930 erhielt sie schließlich das Kennzeichen D–1857 und wurde bei der Luftverkehrsgesellschaft Konstanz mbH eingesetzt, wobei als Halter die Badisch–Pfälzische Lufthansa fungierte. Im Zuge der Umstellung des Kennzeichnungssystems für Luftfahrzeuge erhielt das Flugboot 1934 das Eintragungszeichen D–UBIF. Die Löschung aus der Luftfahrzeugrolle und die Verschrottung erfolgten 1937. Die dritte Delphin III wurde zwar fertiggestellt, aber nie eingesetzt und schlussendlich zerlegt.

## Aufbau
Die Do L II war als abgestrebter Schulterdecker in Ganzmetallbauweise ausgeführt. Der Rumpf in Schalenbauweise besaß einen rechteckigen Querschnitt mit abgerundeten Kanten und ein bis über die Luftschraube hinausreichendes Vorschiff. Dahinter schlossen sich die mit Doppelsteuer ausgerüstete Besatzungskabine und der Raum für die Passagiere an. Das Flugboot war in mehrere wasserdichte Abteilungen aufteilt, die durch Schotts voneinander abgetrennt wurden. Das Rumpfboot war leicht gekielt und mit einer Stufe versehen. An den Seiten waren zwei ebenfalls mit Schotten versehene Flossenstummel angebracht. Der Motor befand sich in einer Gondel über der Führerkabine und ragte darüber hinaus. Seine Verkleidungsbleche waren für Wartungsarbeiten abnehmbar gestaltet. Der Schmierölbehälter mit 60 l war ebenfalls in die Gondel integriert, während der Flüssigkeits-Kastenkühler an deren Oberseite frei in den Luftstrom ragte.
Die zweiteilige Tragfläche der Delphin III war rechteckig mit abgerundeten Enden ausgeführt und mit zwei Strebenpaaren zu den Flossenstummeln hin abgestützt. Sie bestand aus Duraluminium-Kastenrippen, die die beiden Holme miteinander verbanden, und gesickter Leichtmetallbeplankung. In den Wurzeln waren zwei Kraftstoffbehälter mit insgesamt 570 l Fassungsvermögen untergebracht. Das freitragende Kreuzleitwerk war auf das Rumpfheck aufgesetzt. Höhen- und Seitenflosse wurden aus Stahlholmen und Duraluminiumrippen mit Duraluminiumbeplankung gebildet. Sämtliche Ruder bestanden aus einem Duraluminiumskelett und waren bis auf das leichtmetallbeplankte Seitenruder mit Stoff bespannt. Um die Bedienung zu erleichtern waren das Seitenruder mit einem Hornausgleich und sowohl Quer- als auch Höhenruder mit Hilfs- und Ausgleichsflächen ausgestattet.

## Technische Daten

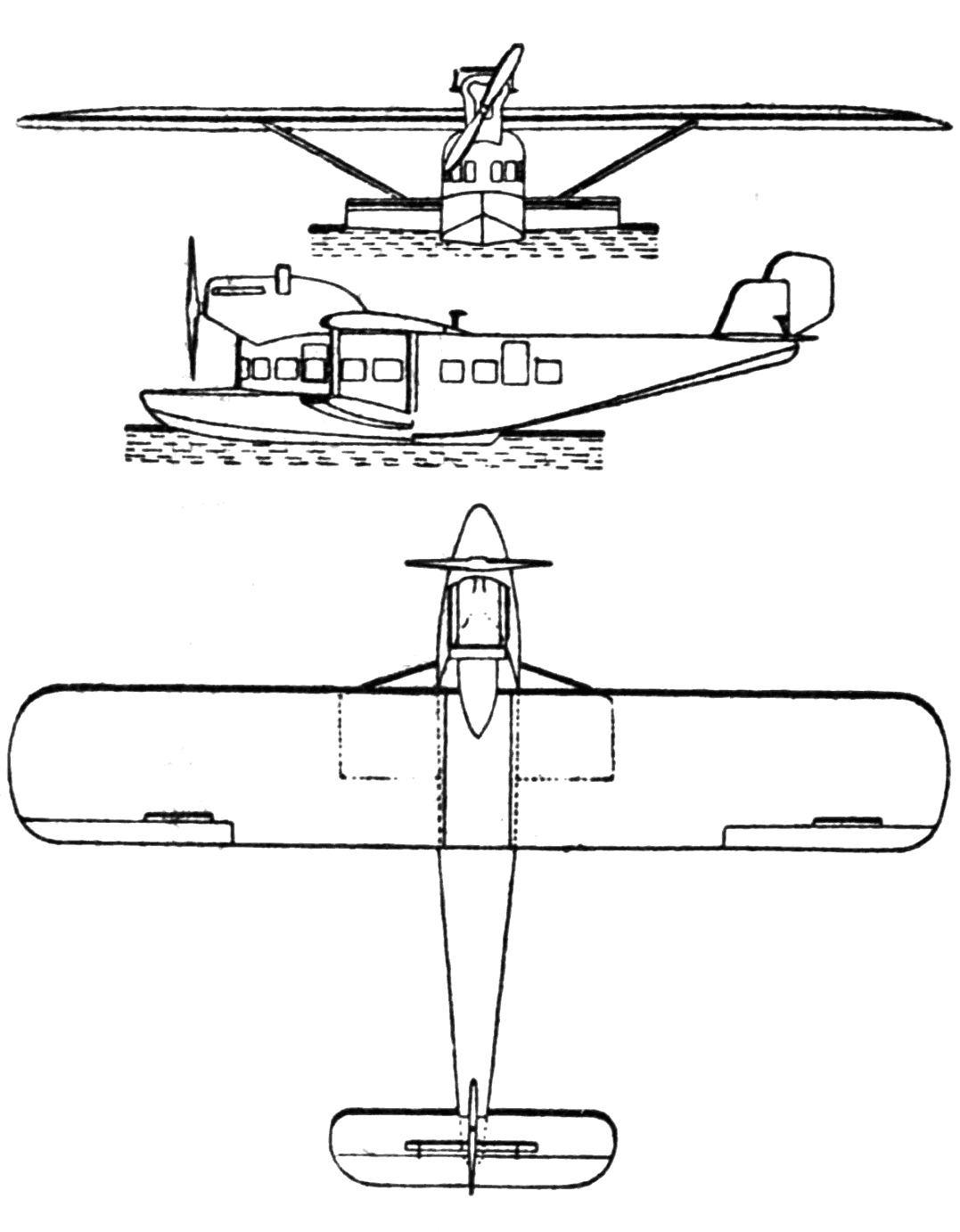
Dreiseitenansicht

| Kenngröße                   | Daten                                                                                  |
| --------------------------- | -------------------------------------------------------------------------------------- |
| Besatzung                   | 2                                                                                      |
| Passagiere                  | 10–11                                                                                  |
| Spannweite                  | 19,60 m                                                                                |
| Länge                       | 14,35 m                                                                                |
| Höhe                        | 3,90 m                                                                                 |
| Flügeltiefe                 | 3,3 m                                                                                  |
| Flügelfläche                | 62,00 m²                                                                               |
| Rüstmasse                   | 2650 kg                                                                                |
| Zuladung                    | 1050 kg                                                                                |
| Startmasse                  | normal 3700 kg maximal 4200 kg                                                         |
| Antrieb                     | ein flüssigkeitsgekühlter Zwölfzylinder-V-Motor mit starrer Zweiblatt-Holzluftschraube |
| Typ                         | BMW VI                                                                                 |
| Startleistung Dauerleistung | 600 PS (441 kW) 450 PS (331 kW)                                                        |
| Kraftstoffvorrat            | 570 l                                                                                  |
| Schmierölvorrat             | 60 l                                                                                   |
| Höchstgeschwindigkeit       | 190 km/h in Bodennähe                                                                  |
| Reisegeschwindigkeit        | 150 km/h in Bodennähe                                                                  |
| Landegeschwindigkeit        | 92 km/h                                                                                |
| Steigzeit                   | 13 min auf 1000 m Höhe 28 min auf 2000 m Höhe 46 min auf 3000 m Höhe                   |
| Gipfelhöhe                  | 4500 m                                                                                 |
| Reichweite                  | 960 km                                                                                 |
| Flugdauer                   | 6 h                                                                                    |